# Sint-Rijkers
Sint-Rijkers is een klein landelijk plaatsje in de Belgische provincie West-Vlaanderen. Sinds 1971 is het een deelgemeente van Alveringem. Sint-Rijkers heeft geen dorpskern en kerk meer, maar bestaat uit verspreide landelijke bewoning.

## Geschiedenis
Reeds in de 11de eeuw werd het plaatsje vermeld. Adela, weduwe van Boudewijn V van Vlaanderen, bewoonde toen het kasteel van Sint-Rijkers. Het gebied had een kapel gewijd aan Sint Richarius, maar behoorde nog tot de parochie Alveringem. In 1066 werd Sint-Rijkers een zelfstandige parochie, en werd later bezit van de abdij van Eversam.
De oudste vermelding van een kerk dateert uit 1086. Het ging om een romaanse kerk, die later in de gotische periode werd vergroot. Bij de Franse Revolutie werd de kerk verwoest. Ze werd verkocht en in 1812 helemaal afgebroken. De parochie was in 1802 afgeschaft en werd bij Hoogstade gevoegd.
Sint-Rijkers kende ook een edelmanwoning, De Burcht genaamd. Tot 1572 was dit de woonplaats van het geslacht Van der Burgh. Daarna raakte het huis in verval, en in 1654 werd het materiaal geschonken aan de pastoor, om daarmee de kapel van Izenberge te vergroten. Ook was er het Kasteel van Opschoten, waar vermoedelijk de Dolfijnhoeve op teruggaat.
Het vroegere gemeentehuis was gevestigd in de herberg "De Dolfijn". Ook deze verdween. Het gebouw werd in 1965 afgebroken en verhuisde naar het openluchtmuseum Bokrijk.

## Demografische evolutie
Sint-Rijkers is steeds een landbouwdorp gebleven. Het merendeel van de bevolking bestaat dan ook uit landbouwfamilies. Het aantal inwoners bereikte een hoogtepunt in 1830 en neemt sindsdien gestaag af. Vooral sinds het begin van de 20e eeuw is de plaats sterk ontvolkt.
Bronnen: NIS en Gemeente Alveringem - Opm:1831 t/m 1961=volkstellingen

## Natuur en landschap
Sint-Rijkers ligt in Zandlemig Vlaanderen op een hoogte van ongeveer 15 meter.

## Nabijgelegen kernen
Alveringem, Hoogstade, Izenberge
Deelgemeenten: Alveringem · Beveren aan de IJzer · Gijverinkhove · Hoogstade · Izenberge · Leisele · Oeren · Sint-Rijkers · Stavele

Belgische gemeenten · Arrondissement Veurne · West-Vlaanderen · Vlaanderen